# ترگو نئمتس
شهر ترگو نئمتس (به رومانیایی: Târgu Neamţ) در شهرستان نئمتس در کشور رومانی واقع شده‌است. جمعیت این شهر ۲۲٬۶۳۴ نفر  است.